# Historia Surinamu

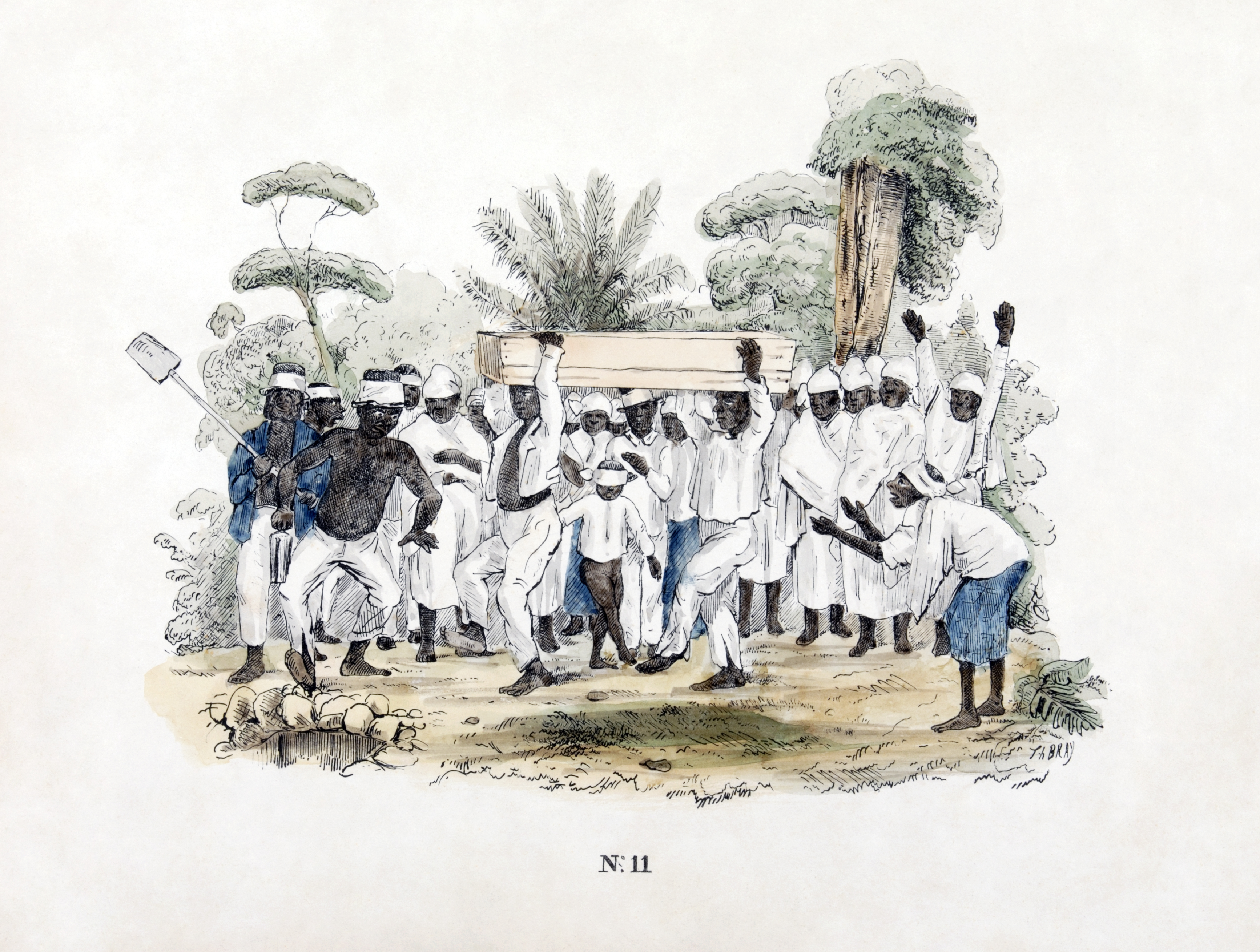
Pogrzeb u niewolników na plantacji w Surinamie (ilustracja autorstwa Théodore'a Braya)

Historia Surinamu – obejmuje dzieje państwa (wieloetnicznej i wielorasowej) wspólnoty narodowej Surinamu.
Historia Surinamu sięga 3000 roku p.n.e., kiedy rdzenni Amerykanie zaczęli zamieszkiwać ten obszar. Z czasem Holendrzy nabyli Surinam od Anglików, a europejskie osadnictwo datuje się na XVII wiek, kiedy to Surinam był kolonią plantacyjną wykorzystującą niewolników między innymi do uprawy cukru. Wraz ze zniesieniem niewolnictwa pod koniec XIX wieku plantatorzy sprowadzali pracowników z Chin, Madery, Indii i Indonezji, która również była skolonizowana przez Holendrów. Chociaż holenderski jest językiem urzędowym Surinamu, wraz z jego zróżnicowaną populacją, rozwinął się również jeden z języków kreolskich, Sranan tongo.

## Rdzenni osadnicy
Surinam był zaludniony na wiele tysiącleci przed przybyciem Europejczyków przez wiele odrębnych kultur tubylczych. Największymi ludami w czasie kolonizacji byli Arawakowie (koczownicze plemię przybrzeżne, które żyło z polowania i rybołówstwa) oraz Karaibowie. Karaibowie zdobyli znaczne tereny Arawaków wzdłuż części wybrzeża oraz Karaiby, używając żaglowców. Osiedlili się w Galibi (Kupali Yumï, co oznacza „drzewo przodków”) u ujścia rzeki Marowijne. Podczas gdy Arawakowie i Karaibowie żyli na wybrzeżu i sawannie, mniejsze grupy rdzennych ludów żyły w lasach tropikalnych w głębi lądu (na przykład) Akurio, Trio, Warao i Wayana.

## Kolonizacja europejska

### Kolonizacja angielska
Pierwszymi Europejczykami, którzy przybyli do Surinamu, byli hiszpańscy odkrywcy i holenderscy kupcy, którzy odwiedzili ten obszar wraz z innymi częściami Dzikiego Wybrzeża Ameryki Południowej. Pierwsze próby zasiedlenia tego obszaru przez Europejczyków miały miejsce w 1630 r., kiedy angielscy osadnicy pod wodzą kapitana Marshalla próbowali założyć tu kolonię. Uprawiali tytoń, lecz przedsięwzięcie okazało się nieopłacalne finansowo.

#### Willoughbyland
W 1650 r. Lord Willoughby, gubernator Barbadosu, wyposażył statek w osadników z Surinamu. Na własny koszt wyposażył statek 20 działami i kilkoma mniejszymi rzeczami niezbędnymi do wsparcia plantacji. Major Anthony Rowse osiadł tam w swoim imieniu. Dwa lata później, dla lepszego osiedlenia się w kolonii, udał się tam osobiście, ufortyfikował i wyposażył w rzeczy niezbędne do obrony i handlu. Teren Willoughbylandu miał powierzchnię około 30 000 akrów i posiadał fort. W 1663 r. większość prac na 50 plantacjach została wykonana przez rdzennych Indian i 3000 afrykańskich niewolników. Było tam około 1000 białych, w tym brazylijscy Żydzi, zachęceni wolnością religijną, którą Anglicy przyznali wszystkim osadnikom.

### Kolonizacja holenderska
Osada została 26 lutego 1667 roku zaatakowana przez siedem holenderskich statków (z regionu Zeeland) pod dowództwem Abrahama Crijnssena. Fort Willoughby został zdobyty następnego dnia po trzygodzinnej walce i przemianowany na Fort Zeelandia. 31 lipca 1667 r. Anglicy i Holendrzy podpisali Traktat w Bredzie, w którym póki co respektowano status quo: Holendrzy mogli nadal zajmować Surinam i dawną holenderską kolonię New Amsterdam (dzisiejszy Nowy Jork, w tamtych czasach pod panowaniem brytyjskim). Kilka lat później Willoughbyland został przemianowany na Surinam. Porozumienie to zostało oficjalnie ogłoszone w Traktacie Westminsterskim z 1674 r. Po odzyskaniu i ponownej utracie Surinamu przez Brytyjczyków w 1667 r., Holendrzy odzyskali kolonię w 1668 r. W 1683 r. utworzono Towarzystwo Surinamskie, wzorowane na ideach Jeana-Baptiste’a Colberta, korzystające z możliwości zarządzania i obrony kolonii w ramach Republiki Holenderskiej. Miało ono trzech członków (z równym udziałem w odpowiedzialności i zyskach towarzystwa) – miasto Amsterdam, rodzinę Van Aerssen van Sommelsdijck i Holenderską Kompanię Zachodnioindyjską. Rodzina Van Aerssen zdołała sprzedać swoje udziały dopiero w 1770 r. Towarzystwo zakończyło działalność w 1795 r., kiedy tego rodzaju handel i biznes przestały być akceptowane.

### Niewolnictwo i emancypacja
W Ameryce Południowej niewolnictwo było normą. Ludność tubylcza okazała się mieć ograniczoną podaż, w związku z czym handel niewolnikami z Atlantyku dostarczał siły roboczej plantacjom. Plantacje produkowały cukier, kawę, kakao, bawełnę, które były eksportowane na rynek amsterdamski. Na przykład w 1713 r. większość prac na 200 plantacjach wykonało 13 000 afrykańskich niewolników. Ich warunki pracy były przerażające, a niewolnicy od czasu do czasu uciekali do dżungli. Maroni (znani również jako „Djukas” lub „Bakabusi Nengre”) zaatakowali plantacje w celu zdobycia dóbr, których brakowało, oraz uwolnienia zniewolonych kobiet. Godnymi uwagi przywódcami surinamskich Maronów byli Alabi, Boni, Joli-coeur i Kapitan Broos. W XVIII wieku trzech Maronów podpisało traktat, podobny do traktatu pokojowego kończącego pierwszą wojnę Maronów na Jamajce, w którym zostali uznani za wolnych ludzi i otrzymywali coroczny trybut, który zapewniał im dobra, do których przywykli aby „wyzwolić ich od pracy na plantacji”. Współczesny opis wojny między Maronami a właścicielami plantacji w Surinamie można znaleźć w „Narracji o pięcioletniej ekspedycji przeciwko zbuntowanym Murzynom z Surinamu” Johna Gabriela Stedmana.
Surinam został zajęty przez Brytyjczyków w 1799 r. po tym jak Holandia została włączona do Francji, i ponownie znalazł się pod panowaniem holenderskim w 1816 r. po klęsce Napoleona. Holendrzy znieśli niewolnictwo dopiero w 1863 r., chociaż Brytyjczycy już zdążyli je znieść podczas swoich krótkich rządów. Wyzwoleni niewolnicy byli jednak nadal zobowiązani do kontynuowania prac plantacyjnych na podstawie umowy i nie zostali zwolnieni do 1873 r. Do tego roku prowadzili obowiązkową, ale płatną pracę na plantacjach. W międzyczasie sprowadzono znacznie więcej pracowników z Holenderskich Indii Wschodnich, głównie chińskich mieszkańców tej kolonii, tworząc chińską populację Surinamów. Od 1873 do 1916 roku wielu robotników zostało przywiezionych z Indii, tworząc Indo-Surinam. Po 1916 r. wielu robotników ponownie sprowadzono z Holenderskich Indii Wschodnich, zwłaszcza z Jawy, tworząc Jawajski Surinam.

### Dwudziesty wiek
W XX wieku wykorzystano zasoby naturalne Surinamu: gumę (kauczuk naturalny), złoto i boksyt. Amerykańska firma Alcoa rościła sobie prawa do dużego obszaru w Surinamie, gdzie znaleziono boksyt, z którego można było wytwarzać aluminium. Biorąc pod uwagę, że traktaty pokojowe z ludem Maronów przyznały im prawo do ziemi, miały miejsce międzynarodowe sprawy sądowe, które negowały prawo rządu Surinamu do przyznawania tych roszczeń (co oznaczało prawo do zajęcia ziemi dla siebie). 23 listopada 1941 r., na mocy porozumienia z holenderskim rządem na uchodźstwie, Stany Zjednoczone zajęły Gujanę Holenderską, aby chronić kopalnie boksytu.

## Dekolonizacja
W 1945 r. odbyły się pierwsze pełne wybory, w których Holandia udzielała pomocy w kwestiach zdrowotnych.
W 1954 r. Surinam uzyskał samorządność, a Holandia zachowała kontrolę nad obroną i sprawami zagranicznymi.

## Niezależność
W 1973 r. rząd holenderski rozpoczął negocjacje niepodległościowe z władzami lokalnymi pod przewodnictwem NPS (partii w dużej mierze kreolskiej), które zostały zakończone 25 listopada 1975 r. Holendrzy wprowadzili program pomocy o wartości 1,5 mld USD, który miał trwać do 1985 r. Pierwszym prezydentem kraju został Johan Ferrier, a Henck Arron (lider NPS) premierem. Około jedna trzecia ludności wyemigrowała do Holandii przed uzyskaniem niepodległości, obawiając się, że mieszkanie w nowym kraju stanie się nieopłacalne.
W 1980 r. rząd Hencka Arrona został obalony w wojskowym zamachu stanu przeprowadzonym przez sierżanta-majora Désiego Bouterse’a, prezydent Ferrier odmówił jednak uznania nowego rządu. Kolejny zamach nastąpił pięć miesięcy później, kiedy armia zastąpiła Ferriera senatorem Chin A Senem. Zostało to w dużym stopniu przyjęte pozytywnie przez ludność, która spodziewała się, że nowy rząd pod przewodnictwem armii położy kres korupcji i poprawi standard życia. Było tak pomimo faktu, że nowy reżim zakazał tworzenia partii opozycyjnych i stawał się coraz bardziej dyktatorski. Holendrzy początkowo zaakceptowali nowy rząd; jednakże stosunki między Surinamem a Holandią załamały się, gdy 15 członków opozycji politycznej zostało zabitych przez armię 8 grudnia 1982 r. w Fort Zeelandia. To wydarzenie znane jest również jako grudniowe morderstwa (Decembermoorden). Holendrzy i Amerykanie odcięli im pomoc w proteście przeciwko ruchowi.
W 1985 r. zniesiono zakaz tworzenia partii opozycyjnych i rozpoczęto prace nad opracowaniem nowej konstytucji. W następnym roku rozpoczęła się antyrządowa rebelia Maronów, którzy utworzyli Jungle Commando pod przewodnictwem Ronniego Brunswijka. Rząd Bouters’a gwałtownie próbował stłumić powstanie, między innymi paląc wsie i używając innych podobnych środków. W rezultacie tych działań wielu Maronów uciekło do Gujany Francuskiej.